# Chilei delfin
A chilei delfin (Cephalorhynchus eutropia) az emlősök (Mammalia) osztályának párosujjú patások (Artiodactyla) rendjébe, ezen belül a delfinfélék (Delphinidae) családjába tartozó faj.

## Előfordulása
Elterjedése Chile hideg, sekély, part menti vizeire korlátozódik. Élőhelyei északon Valparaisótól kezdve a Horn-fokhoz közeli Navarino-szigetekig húzódnak délre. A Magellán-szorosban és a Tűzföld csatornáiban szintén megtalálható. Elterjedése folyamatosnak látszik, bár egyes területeken nagyobb számban fordul elő, mint pl. Playa Frailes és Valdivia közelében, az Araucoi-öbölben és a Chiloé-sziget környékén. Beúszik a Valdivába és más folyókba is. Néha Argentína legdélibb csücske körül is előfordul. Évszakos vándorlását nem figyelték meg. Gyakran található a fjordok, öblök, folyótorkolatok bejáratánál, de a nyílt partok mentén szintén előfordul. Arról nincs adat, hogy a parttól távoli vizekben is élne.
A faj fennmaradását a halászhálóba gabalyodás és a vadászat, halászat veszélyezteti a legjobban.

## Megjelenése
Az egyik legkisebb cetfaj. A felnőtt egyedek mérete 1,2-1,7 méter, a testtömege 30-65 kilogramm. Kevéssé ismert faj, mindössze csontjai, egy partra vetődése, és szórványos megfigyelések készültek róla. Elterjedési területének déli határán igen könnyen összetéveszthető a pápaszemes disznódelfinnel, az északi határon pedig a Burmeister-disznódelfinnel, hátúszójuk formája alapján azonban megkülönböztethető e három faj.
Testszíne elhullás után nagyon hamar besötétedik, valószínűleg azért pontatlanok a korábbi leírások e fajról. A hátúszója a teste közepén helyezkedik el.

## Életmódja
Tápláléka kalmárokból, polipokból, világító-(krill), vagy egyéb rákokból, halakból áll. Viselkedéséről kevés adat van, de többnyire úgy vélik, hogy tartózkodó. Ritkán ugrik. Beszámolók szerint a vízben kissé hullámzó mozgással, a fókákhoz hasonlóan úszik. Gyakran látható nagyon közel a parthoz, a hullámverésben. A délebbi elterjedésű állatok jobban félnek a csónakoktól, ezért nehéz a megközelítésük, északon megfigyeltek a csónakok mellett és az orrvízen úszó példányokat is. A csoportok nagyobbak lehetnek északon, a nyílt partok közelében, 4000 állatot is láttak már együtt, de az átlagos csoportméret 2-10 egyedből áll. Gyakran társul a táplálkozó tengeri madarak csapataihoz.